# 麻哈州
麻哈州是明清兩代貴州的一個州。在今黔东南苗族侗族自治州境。
明朝弘治七年(1494年)五月二十一日，置麻哈州，隸都勻府。轄樂坪、麻哈、平定長官司。麻哈長官司長官授上同知職。萬曆七年(1579年)，罷樂坪吏目，增設麻哈州州判一員，令居樂坪司。養鵝．者亞、羊場、落邦歸州判管理。萬曆八年(1580年)，罷都保職，將落蕩(景陽)、高寨、下牌等地，以及平定司屬天(繞)家、屯上、殺雅(垮)、甕港等地歸州直轄。
清康熙七年(1668年)，清平縣並入麻哈州。十一年(1672年)復清平縣，光緒十二年(1886年)，將八寨廳屬咸寧堡劃歸麻哈州。麻哈州屬大、小簸箕、杉木沖、豬場等地撥歸八寨廳。
明、清兩代，麻哈州州署遷址三次。明弘治七年(1494年)，州署設在鳳凰山麓，域垣為土牆。正德十二年(1517年)七月，香爐山民軍攻克州城，州署被毀。嘉靖三十年(1551年)重建，州城改土牆為石牆，不久崩塌。隆慶四年(1570年)，州署遷舊龍場。萬曆十六年(1588年)，州署遷豬場堡，署址為平越咨請麻哈州代管地，經州用擺地、孛冒(柿花擺沙)兩處田土與平越互換以建州城。清末，全州轄麻哈司、麻哈舊司、樂坪司、平定司及宣威土舍、落戶(樂埠)土舍、養鵝上舍。各司，舍下共轄12牌、226寨。
民国初年，全国废府州厅改县，于1913年改置麻哈县，后又改为麻江县。